# Az alapítás-átszervezés aktivált értéke
Az alapítás-átszervezés aktivált értéke az immateriális javak egyik fajtája. Egy főkönyvi számla (111) és egy mérlegtétel (A/I/1) megnevezése.
A gazdálkodónak a számviteli politika keretei között döntést kell hoznia arról, hogy azokat a költségeket, amelyek a vállalkozási tevékenység megkezdésével, bővítésével, átalakításával, átszervezésével kapcsolatban merülnek fel, nem minősülnek felújításnak vagy beruházásnak és a jövőbeli eredménynövekedésből várhatóan megtérülnek; eszközként aktiválni kívánja-e (így a felmerült költségeit az értékcsökkenésen keresztül több év alatt írhatja majd le) vagy pedig nem aktiválja,  vagyis a költségek teljes egészükben megjelennek a tárgyévi eredményben.
Az alapítás-átszervezés aktivált értékeként kimutatott egyes vagyonelemek értékelésénél a befektetett eszközöknél alkalmazott értékelési modellt kell használnunk vagyis a (múltbéli) bekerülési értéket kell korrigálnunk a elszámolt értékcsökkenések és a terven felüli értékcsökkenés visszaírásának összegével. A tétel jellegéből adódóan a piaci értéken történő értékelés nem lehetséges, hiszen nem forgalomképesek és csak sajátos költségelszámolási módozatnak tekinthetjük azokat. A hasznos élettartamuk 1-5 év lehet,  a hasznos élettartam végére 0-ig le kell azokat írni, vagyis maradványérték nem lehet.